# Zvjezdana vrata (1994.)
Zvjezdana vrata (eng.: Stargate) američki je znanstvenofantastični film snimljen 1994. godine kojega je režirao Roland Emmerich. Zaplet, temeljen na konceptu kojega je Emmerich razvio sa svojim koscenaristom Deanom Devlinom, odvija se oko staroegipatskog artefakta za koga se ispostavi da predstavlja izvanzemaljski uređaj za međuzvjezdano putovanje, odnosno eskpedicije koju je američko ratno zrakoplovstvo, koristeći isti uređaj, poslalo na udaljenu planetu. Iako sam film nije previše oduševio kritičare, doživio je solidan uspjeh na kino blagajnama i s vremenom stekao kultni status. Najpoznatiji je, međutim, po tome što je kao njegov nastavak snimljena dugovječna TV-serija, te je tako postao temeljem popularne medijske franšize.

## Radnja
Početne scene prikazuju zvjezdana vrata netom pošto su otkopana u Gizi 1928. godine. Radnja se potom prebacuje u "sadašnjost", tj. u 1994. godinu. Glavni lik Daniel Jackson predstavljen je kao neuspješni egiptolog koji brani neobičnu teoriju o nastanku piramida, aludirajući na njihovo neljudsko poreklo. Njegove su teorije zapažene od američkog ratnog zrakoplovstva, koje ga zapošljava da im pomogne u dešifriranju hijeroglifa s kamenja pronađenog u Gizi, sada smještenog u tajnom vojnom kompleksu.
Jacksonu polazi za rukom da natpis na kamenu prevede kao "Zvjezdana vrata". On također otkriva da simboli prikazani u unutrašnjosti prstena odgovaraju položaju zvijezda tj. zvježđima. Ovi simboli nalaze se u grupama od sedam natpisa, zbog čega Jackson pretpostavlja da su prvih šest oznaka zvježđa točke u prostoru kojima se može izvesti jedna nova lokacija, a sedma oznaka predstavlja točku polaska, trenutnu lokaciju, i tako opisuje međuzvjezdano putovanje. Također je pokazao da zvjezdana vrata, kada su pod naponom, mogu "zaključati" sedam simbola na svoje mjesto. Do Jacksonovog otkrića, samo je šest simbola uspješno "zaključano". Jackson je identificirao sedmi simbol i markirajući točku podrijetla otvorio vrata.
Stvorio se vodeni vrtlog unutar prstena. Poslana je sonda, koja je praćena na ekranu. Snimka poslana natrag otkriva atmosferu pogodnu za život unutar hrama na, kako se čini, drugoj planeti. Pukovniku Jacku O'Neilu je naređeno da povede tim kroz vrata kako bi utvrdili da li postoji vojna prijetnja s druge strane. O'Neil je dobio tajno naređenje da ako prijetnja postoji, mora uništiti vrata nuklearnom bombom kako nitko ne bi mogao putovati kroz vrata prema Zemlji. Kako vrata rade samo u jednom smjeru, Jackson postaje dio O`Neilovog tima, a zadatak mu je dešifrirati oznake i tako pomoći timu da se vrati kući.
S druge strane O'Neilov tim otkriva civilizaciju ljudskih robova pod vlašću izvanzemaljca koji sliči na egipatskog boga Ra. On i njegovi naoružani "Horusovi" čuvari uzimaju ljudski oblik, zapovijedajući robovima s matičnog broda, koji koristi piramidu kao odbojnik za slijetanje, i nekoliko manjih brodova. Tim se sprijateljuje s ljudima, a Jackson ne znajući biva oženjen sa Sha'uri, kćeri lokalnog poglavara Kasufa. Nakon toga tim zarobljavaju Raovi podanici, koji uzimaju i nuklearno oružje. Njega Ra planira poslati natrag na Zemlju, povećavajući njegovu razornu moć sto puta. Nakon mnogo borbe, O`Neillov tim uspijeva izazvati pobunu robova koji nadvladaju Horusove čuvare a njega prisiljavaju na bijeg u matični brod. Pošto ne može deaktivirati bojne glave, O'Neil ih teleportira na Raov matični brod, koji eksplodira u orbiti. Pošto je Ra mrtav, civilizacija može živjeti u miru. O`Neilov tim se vraća kući bez Jacksona koji odlučuje ostati kako bi proučavao drevnu civilizaciju i ostao sa ženom koju voli.

### Redateljska inačica
Redateljska inačica sadrži nekoliko scena koje su bile izrezane iz kino inačice. Prva se takva scena odigrava na samom početku, odnosno odmah nakon iskopavanja Zvjezdanih vrata kada je prikazano nekoliko okamenjenih Horusovih stražara; producenti su taj način htjeli uvesti zamisao da su izvanzemaljci pokušali prodrijeti kroz zvjezdana vrata nakon što su ista zakopana; scena je iz filma izbačena kako bi se uštedilo na vremenu.

## Likovi i glumačka postava
- Kurt Russell - pukovnik Jack O'Neil, zrakoplovni časnik koji pati od suicidalne depresije nakon što mu se sin slučajno ubio njegovim službenim pištoljem. Za Devlina i Emmericha taj je detalj bio važan, pa su prikazali kako je O'Neil nakon sinove smrti napustio zrakoplovstvo. Ponovno je aktiviran tek kada mu je udijeljena misija iz koje se neće vratiti, pa ga to čini opasnim po ostatak tima.
- James Spader - dr. Daniel Jackson, profesor čije ideje da su piramide u Gizi starije nego što se misli nisu prihvaćene. Jamesa Spadera je lik zaintrgirao zbog "užasnog" scenarija, ali je kao profesionalac prihvatio ulogu kao "redovni" posao koji će mu donijeti nešto novaca.[1]
- Jaye Davidson - Ra, vlastohlepni vanzemaljac u obliku mladića, koji je putovao galaksijom u potrazi za domaćinom koji bi mogao "udomiti" njegovo umiruće tijelo.
- Carlos Lauchu kao Anubisov stražar #1, osobni tjelohranitelj Ra.
- Djimon Honsou - Horusov stražar #1, osobni tjelohranitelj Ra.
- Erick Avari - Kasuf, vođa naroda koji živi u gradu kraj zvjezdanih vrata, otac Sha'uri i Skaare.
- Alexis Cruz - Skaara, sin Kasufa i brat Sha'uri. Skaara i njegovi prijatelji pomažu O'Neilu i njegovom timu da se suprotstavi Ra.
- Mili Avital - Sha'uri, kći Kasufa. Kasuf nudi Sha'uri Daniel Jacksonu kao dar.
- John Diehl - potpukovnik Charles Kawalsky, O'Neilov podkomandant misije kroz zvjezdana vrata.
- French Stewart - tehnički narednik Louis Feretti, član O'Neilovog tima.
- Viveca Lindfors - Dr. Catherine Langford, koja je kao djevojčica dobila amulet s prikazom Oka Ra prilikom otkopavanja zvjezdanih vrata u Gizi godine 1928. Stargate je bio posljednji film Vivece Lindfors prije njene smrti.
- Leon Rippy - General-major W.O. West, komandant kompleksa u kome je smješten uređaj zvjezdanih vrata.
- Richard Kind - Dr. Gary Meyers, učenjak koji proučava zvjezdana vrata.
- Rae Allen - Dr. Barbara Shore, učenjak koji proučava zvjezdana vrata.
- Derek Webster - Viši zrakoplovac Brown, član O'Neilovog tima.
- Christopher John Fields -zastavnik Freeman, član O'Neilovog tima.
- Jack Moore - viši zrakopolovac Reilly, član O'Neilovog tima.
- Steve Giannelli - viši zrakoplovac Porro, član O'Neilovog tima.

## Produkcija
Stargate je nastao spajanjem dva različita filma koje su, nezavisno jedan od drugog, osmislili Roland Emmerich i Dean Devlin. Prvi je bio Emmerichov Necropol: City of the Dead, koji se trebao baviti vanzemaljskim svemirskim brodom pokopanim ispod Velike piramide u Gizi. Devlin je, pak, namjeravao snimiti ep o čovjeku koji postaje vođa porobljenih vanzemaljaca na dalekoj planeti, odnosno "Lawrence od Arabije u svemiru". Emmerich i Devlin su na kraju odlučili oba motiva iskoristiti u jednom filmu.
Emmerich i Devlin su pred snimanje osigurali budžet od 55 milijuna dolara. Pri tome je najveći dio išao na razvoj novih specijalnih efekata, pri čemu se posebna pažnja posvetila uređaju zvjezdanih vrata, odnosno nastojanju da se na što uvjerljiviji način prikaže prolaženje glavnih junaka u prostornu crvotočinu. Za to je bio zadužen tim od 40 ljudi na čelu s Jeffom Kleiserom koji je razvio vlastiti softver za stvaranje i montažu slika na ekranu. Raazvijen je također i komercijalni softver za CGI efekte koji je korišten u prikazivanju zvjezdanih vrata, morfirajućih šljemova Ra i njegovih čuvara te za panoramu grada Nagade.
Za snimanje vanjskih scena, odnosno pustinjskih scena na udaljenom planetu i u Egiptu iskorištene su lokacije oko Yume u Arizoni. Radi postizanja što boljeg ugođaja, snimanje na tim lokacijama je rađeno u tzv. čarobnom satu, odnosno u sumrak. Za piramide su korišteni digitalni efekti, isto kao i improvizirane lutke koje su "glumile" veliki broj egipatskih radnika. Dio materijala, prije svega scene Jacksonovog predavanja skeptičnim kolegama, snimljene su u Los Angelesu. U studijima u Long Beachu je, pak, napravljen izuzetno veliki set koji je glumio zrakoplovnu instalaciju, odnosno kontrolnu sobu iz koje se upravlja Zvjezdanim vratima.
Među prvim snimljenim scenama bile su one koje prikazuju O'Neilla kao civila. Razlog je bio taj što je glumac Kurt Russell u njima nosio dugu kosu, koju je poslije ošišao radi scena u kojima njegov lik kao ponovno aktivirani časnik nosi kratku vojničku frizuru. Jaye Davidson je, pak, sve vrijeme snimanja nosio piercing na bradavicama, a koji je odbio skinuti. Emmerich je zbog toga odlučio vještim kadriranjem, odnosno korištenjem primitivne odjeće "sakriti" taj detalj u scenama kada njegov lik kao primitivnog mladića ugrabi vanzemaljsko stvorenje.
Emmerich je prilikom snimanja angažirao egiptologa Stuarta Tysona Smitha kao stručnog savjetnika nastojeći egipatske hijeroglife i jezik korištene u filmu učiniti što vjerodostojnijim.

### Glazba
Za autora glazbe Emmerich i Devlin angažirali su mladog i nepoznatog britanskog skladatelja Davida Arnolda koji je prije toga radio samo na britanskom trileru Young Americans. U trenutku angažmana Arnold je radio u videoteci i, prema vlastitim riječima, bio je impresioniran kako s povjerenjem producenata, tako i sa scenarijem koji mu je ponuđen te čiji je soundtrack morao biti "što veći i što odvažniji". Nakon što je dobio posao, Arnold je nekoliko mjeseci proveo komponirajući u hotelskoj sobi, iskoristivši i dodatno vrijeme koje je imao radi dugotrajnog nadmetanja suparničkih holivudskih studija oko prikazivačkih prava.
Arnoldov soundtrack je izveo orkestar Sinfonia of London pod ravnanjem Nicholasa Dodda. Uvodna je tema kasnije korištena u uvodnoj špici TV-serije Stargate SG-1.

## Distribucija
Stargate je svoju kino-premijeru imao na sjevernoameričkom tržištu 28. oktobra 1994. Tada je distribuiran pod cenzorskim rejtingom MPAA PG-13. Nekoliko mjeseci nakon toga je distribuiran u europska u druga svjetska kina.
Stargate je video-premijeru imao 1995. godine kada je izdan u obliku VHS video-kazete. 18. juna 1997. je izdano prvo DVD-izdanje, a 29. augusta 2006. je izdan na Blu-ray formatu.

### Komercijalni rezultati
Stargate je za vrijeme originalne kino distribucije zaradio 71,5 milijuna US$ na američkom te 125 milijuna US$ na svjetskom tržištu. U komercijalnom smislu predstavljao je neočekivani uspjeh za svoje producente, odnosno zaradio je više nego što su tadašnji pratitelji holivudskih zbivanja predviđali. To se prije svega odnosi na početni vikend u Sjevernoj Americi, kada je zarađeno 16 651 018 US$ što je godine 1994. predstavljalo rekord za kino distribuciju u rujnu. Taj uspjeh mnogi tumače kao razlog što se Emmerich sredinom 1990-ih  uspio etablirati u Hollywoodu, odnosno smatraju kako je upravo zahvaljujući Stargateu uspio pokrenuti još ambicioznije i spektakularnije projekte istog žanra kao što su Dan nezavisnosti i Godzilla.

## Reakcije kritike i publike
Stargate je prilikom premijere imao uglavnom mlake kritike, a što se dan-danas reflektira na prosječne ocjene na internetskim stranicama kao što su Rotten Tomatoes, koje se obično vrte na sredini između najboljih i najgorih mogućih.
Negativne kritike su kao svoj argument uglavnom koristile tvrdnju da se Emmerich previše oslanjao na specijalne efekte, te da je potpuno zanemario scenarij, učinivši likove i priču neuvjerljivom, odnosno klišejiziranom. U tome je možda najdalje otišao ugledni američki kritičar Roger Ebert napisavši da je Ed Wood, film posvećen najgorem režiseru u povijesti sedme umjetnosti, dobra priprema za ono što gledatelje očekuje kada gledaju Stargate. Deset godina kasnije, Stargate je bio pri vrhu Ebertove osobne liste najomraženijih filmova. Pozitivne kritike, su, pak, hvalile specijalne efekte i potencijal za zabavu gledatelja dok je Chris Hicks iz Deseret Newsa pohvalio film kao uspješnu kombinaciju znanstveno fantastičnog i klasičnog peplum filma, odnosno Ratova zvijezda i Bena Hura.
Reakcije publike bile su daleko bolje od reakcija kritike. Film je s vremenom stekao kultni status, dijelom zahvaljući i TV-seriji čiji fanovi priznaju Stargate kao začetnik svoje omiljene franšize.

## Nastavci
Dean Devlin je na Comic-Conu 2006. izjavio kako je njemu i Emmerichu početna namjera bila da Stargate bude tek prvi film u trilogiji. Drugi film je, prema Devlinovim riječima, trebao započeti s Jacksonovim otkrićem na udaljenoj planeti nakon koga se vraća na Zemlju u potrazi za drugim zvjezdanim vratima, te se umjesto egipatske koristiti "sasvim drugom mitologijom". Treći je film, pak, trebao pokazati da sve mitologije na Zemlji imaju isti izvor. Devlin je, međutim, prava na film predao MGM-u koji nije pokazao interes za nove igrane filmove, nego se umjesto toga koncentrirao na razvoj TV-serije.
Film je svoj nastavak umjesto na ekranu dobio u književnosti. U prosincu 1994. američki pisac Bill McKay izdao je službenu novelizaciju filma pod nazivom Stargate. Nakon toga je slijedilo još nekoliko romana koji opisuju sukob američke vlade s Raovim sljedbenicima koji se izdaju za egipatske bogove. Uz Stargate je između 1995. i 1999. izdano još pet romana: Rebellion, Retaliation, Reribution, Reconnaisance i Resistance. Za njih je karakteristično da se oslanjaju isključivo na film te da u potpunosti ignoriraju likove, situacije i kanon koji se pojavio u seriji.
MGM je godine 1996. angažirao Brada Wrighta i Jonathana Glassnera da razviju TV-seriju temeljenu na filmu. Ona je s emitiranjem započela 1997. godine i trajala punih deset sezona - do 2007. godine. Iz nje su izvedene nove TV-serije: animirana Stargate Infinity (2002. – 2003.) te dvije igrane: Stargate Atlantis (2004. – 2009.) i Stargate Universe (2009. - ).

### Razlike između filma i TV-serije
Iako TV-serija predstavlja nastavak filma, odnosno pripada istom fiktivnom univerzumu, između Stargatea i Stargatea SG-1 postoje brojne razlike. Dio njih je takve prirode da su se Devlin i Emmerich TV-seriju od nje potpuno distancirali. Najočiglednije razlike se odnose na glumačku postavu, s izuzetkom Alexisa Cruza, koji je tumačio lik Skaare i u filmu i u TV-seriji - sve likove tumače novi glumci. Neke od detalja vezanih uz likove su različiti Pukovnik O'Neil se u filmu pisao s jednim, dok se u TV-seriji piše s dva "l"; tehnički narednik Louis Feretti se u seriji, za razliku od filma, piše s dva "r"; njegova supruga se u filmu zvala "Sarah" a u seriji "Sara", dok mu se ubijeni sin u filmu zvao "Tyler" a u TV-seriji "Charlie". Jacksonova supruga se u filmu zove Sha'uri, dok se u TV-seriji zove Sha're.
Najvažnije razlike se, međutim, odnose na sam mehanizam zvjezdanih vrata kao i na glavne negativce. U filmu su zvjezdana vrata tako bila u stanju junake odvesti na udaljenost od nekoliko milijuna svjetlosnih godina, odnosno u drugu galaksiju, dok u TV-seriji su te mogućnosti ograničene tek na Mliječni put, pri čemu, doduše, postoji mogućnost putovanja u drugu galaksiju, ali uz neprihvatljivo veliku količinu energije. U filmu je glavni negativac Ra prikazan kao posljednji pripadnik vanzemaljske rase humanoida s velikim crnim očima, a u seriji je prikazan tek kao jedan od brojnih pripadnika rase Goa'ulda koji su, u stvari, zmijoliki paraziti.

## Vanjske poveznice
- Službena stranica na mgm.com
- Stargate (film) na Box Office Mojo